# John F. Kennedy örökmécsese
John F. Kennedy örökmécsese az Arlingtoni Nemzeti Temetőben, az 1963. november 22-én Dallasban meggyilkolt elnök sírján áll.

## Története
John Fitzgerald Kennedyt 1963. november 25-én temették el. Arlingtont felesége, Jacqueline Kennedy választotta, hogy férje sírját sokan felkereshessék. Döntéséről konzultált Robert F. Kennedyvel és Robert S. McNamara védelmi miniszterrel. Az eredeti sírhely egy lankán volt, az Arlington-ház és a Lincoln-emlékmű tengelyén. A temetésen részt vett mások mellett Charles de Gaulle francia államfő, Ludwig Erhard nyugatnémet kancellár, Fülöp edinburgh-i herceg és Hailé Szelasszié etióp császár. A temető felett a haditengerészet és a légierő ötven harci gépe húzott át, nyomukban az Air Force One-nal, amely búcsúzásként megbillegtette szárnyait. A ceremóniát a televízió egyenes adásban közvetítette, így azt több millióan követték nyomon.
A téglalap alakú sírhely rövidebb oldala 6,1, hosszabb oldala 9,1 méter volt, és fehér kerítés vette körül. A Kennedy halálát követő első évben óránként háromezer ember kereshette fel a síremléket. A becslések szerint hétvégenként 50 ezer ember fordult meg ott, és három év alatt elérte a 16 milliót a látogatók száma. A nagy tömeg miatt a temető vezetése és a Kennedy-család úgy döntött, hogy megfelelőbb helyre helyezik át a sírt. Az építkezés 1965-ben kezdődött, és 1967. július 20-án fejeződött be.

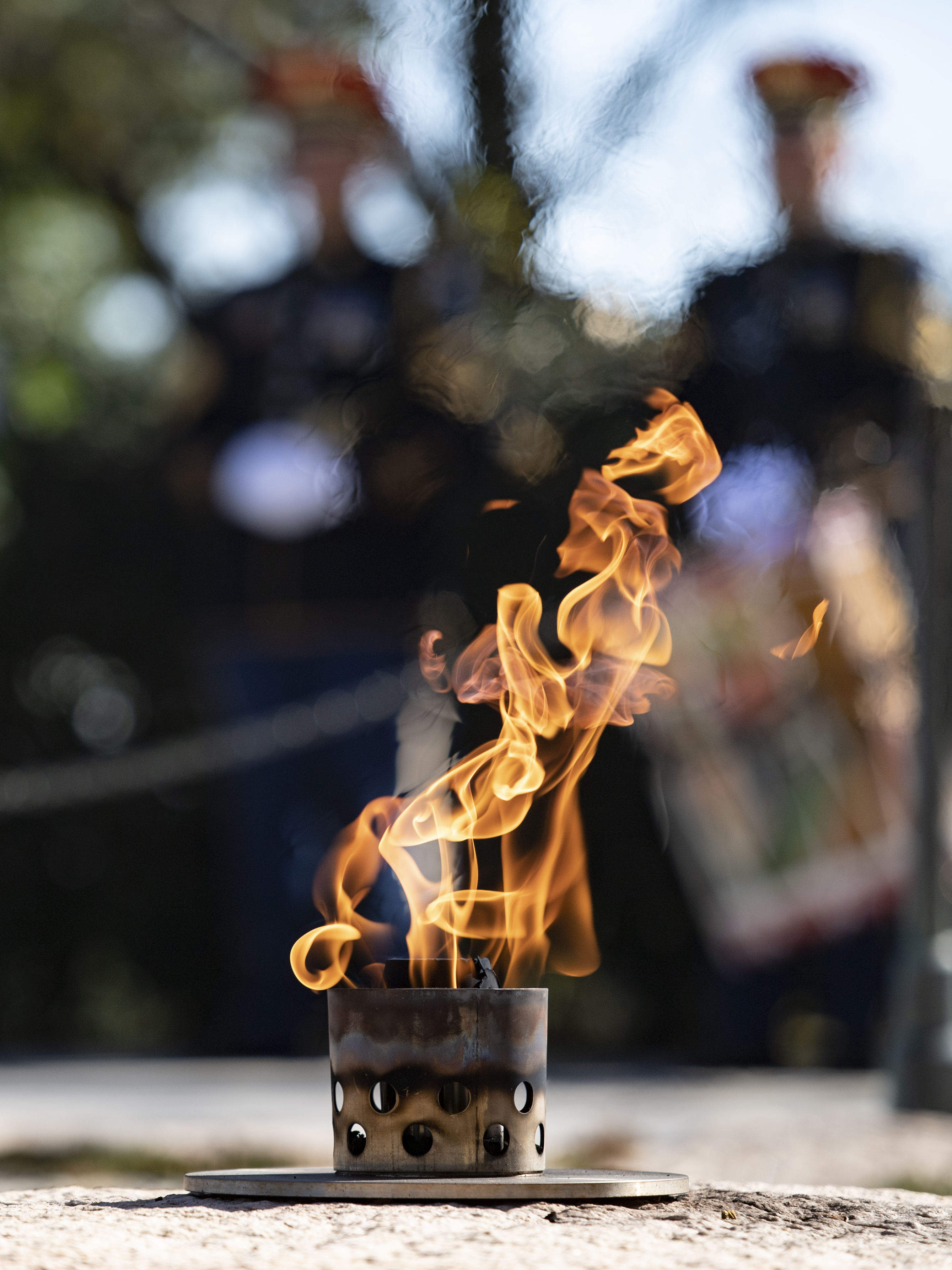
2023

Az öröklángot, amely egy másfél méter átmérőjű gránitkő közepén ég a koporsó fejénél, Jacqueline Kennedy gyújtotta meg a temetésen. Az égőfejet a chicagói gáztechnológiai intézet (Institute of Gas Technology of Chicago) fejlesztette ki: egy fúvókából és egy elektromos szikraadóból áll, amelyek automatikusan újragyújtják a kiáramló gázt, ha a tűz valamilyen okból (esőben, szélben stb.) elalszik. A gázhoz levegőt adagolnak a láng megfelelő színének és formájának érdekében. A sírhely kialakításának költségeit (632 364 dollár) a család fizette, a szövetségi kormány pedig a környező terület rendbetételét és fejlesztését finanszírozta. A közmunkák hivatala 1,77 millió dollárt különített el erre a célra.
A sírhoz egy ellipszis formájú, alacsony gránitfallal övezet terecskén keresztül vezet az út. A falon Kennedy-idézeteket helyeztek el. A sírhelyhez innen néhány lépcső vezet. A területet szabálytalan alakú gránitlapokkal borították, amelyeket nagyjából másfél évszázaddal korábban bányásztak Cape Codon, közel ahhoz a helyhez, ahol Kennedy élt. A kövek réseibe a Massachusetts-et idéző növényeket, lóherét és csenkeszt ültettek. A sírt John Carl Warnecke tervezte, együttműködésben az Ammann and Whitney mérnökcéggel. A munkát a bostoni Aberthaw Construction Company végezte el a hadsereg virginiai mérnökeiek felügyelete alatt.
Kennedyn kívül még egy elnök, William Howard Taft nyugszik Arlingtonban. John Fitzgerald Kennedy családjának több tagját – Jacqueline Kennedy, Robert F. Kennedy, Edward Kennedy és Joseph P. R. Kennedy, JFK legidősebb bátyja – is a nemzeti temetőben hantolták el.